# バス事故
バス事故（ばすじこ）とは、バスに関する事故、交通事故である。

## 原因と対策

### 原因
事故の原因は事故ごとに異なるが、これまでの事故からは以下のような原因が挙げられる。
- 自然災害：土砂崩れ、岩盤崩落など。
- 運転ミス：青木湖バス転落事故など。
- 他の車両との衝突：JR貸切バス事故など。
- 車両の整備不良
- 運転手やバス会社の健康管理[1]
- 疾病や過労[1]
- シートベルトの不着用：2008年の道路交通法改正で観光バスの客席でもシートベルト着用は義務化された[2]。しかし、違反点数の加点は高速道路走行中に限られる[2]。交通事故解析士認定協会会長は2016年の軽井沢スキーバス転落事故を受けて「飛行機並みに着用を徹底すべきだ」とコメントした[2]。
- ガードレール：一般道のガードレールについて名古屋大学環境学研究科の加藤博和准教授（公共交通政策）は、「巨大で重いバスがぶつかれば、一般道のガードレールではとても食い止められない」と述べている[2]。
- 犯罪行為：バスジャック、テロリズムによる犯行など
- 運転手による自殺行為
- 車内事故：走行中における乗客の不用意な車内移動による転倒など。乗客の行為が直接の原因であり車両の損傷も発生しにくいが、発生した場合に運転手が責任を負う場合もある。

### 対策
- 構造的問題
  - 国土交通省は、構造的問題への対策として、バス運転手の確保と育成、運賃料金の見直し、過労防止基準、衝突被害軽減ブレーキの導入などを上げている[1]。
  - 平成25年版交通安全白書の「高速・貸切バスの安全・安心回復プラン」では、委託者受託者一体の安全管理体制、法令遵守、安全チェック向上、集中的な監査、厳格な処分、安全優先経営の徹底、ビジネス環境の適正化[3]。このほか運送会社に運転者の適正診断[4]。運送業者への指導監督、運行管理の高度化に資する機器の導入、運輸安全マネジメント制度の充実などが挙げられた[5]。
- 従業員の健康対策：運転手の過労対策としては、健康診断の実施、疲労や体調に応じたきめ細やかな労務管理など[1]。

## 日本のバス事故
日本国内で発生した主なバス事故について列挙する。
- 1950年4月14日：横須賀トレーラーバス火災事故。死傷者50名。
- 1950年11月7日：物部川バス転落事故。死者33名。
- 1951年7月15日：天竜川バス転落事故。死者28名前後[6]。
- 1951年7月26日：北海道中央バスに積み込まれていたセルロイド製映画フィルム22巻が自然発火し、12名死亡、32名が重軽傷[7]。
- 1951年11月3日：野村町発伊予大洲行きのロマンスシート型国鉄バスが愛媛県東宇和郡野村町で出火し、死者32名、重傷者7名の大惨事となった[7]。積み込まれていたセルロイド製映画用フィルムが補助バッテリーの熱で引火したことが原因で、この事故を受け「100グラムを超えるフィルムその他のセルロイド類」のバス車内への持ち込みが禁止された[7]。
- 1955年5月14日：北上バス転落事故[8]。死者12名。
- 1956年1月28日：長浜町バス転落事故。死者9名。
- 1956年9月9日：名古屋観光の永平寺参拝と温泉巡りを兼ねた刈谷市からのツアー客を乗せたバスが、福井県武生市春日野町の国道8号線（現在は廃道）で崖下に転落。死者10名、負傷者32名。
- 1960年7月24日：比叡山バス転落事故。死者28名。
- 1968年8月18日：飛騨川バス転落事故[9]。死者104名。負傷者3名。集中豪雨による土砂崩れが原因。
- 1972年9月23日：鳥居川バス転落事故。死者15名。
- 1975年1月1日：青木湖バス転落事故[10][11]。長野県青木湖畔で発生。死者24名、負傷者15名。
- 1977年8月11日：昇仙峡バス転落事故[12][13]。死者11名、負傷者34名。
- 1985年1月28日：犀川スキーバス転落事故[14]。死者25名、負傷者8名。
- 1985年3月9日：九重バス事故。死者3名、負傷者31名。
- 1989年7月16日：越前海岸岩盤崩落事故。マイクロバスの乗客15名全員死亡。
- 1994年5月26日：JR貸切バス事故。死者1名、負傷者27名。
- 1995年8月10日：東名山北バス事故。死傷者44名。追突したトラックの過積載が原因。
- 1996年2月10日：豊浜トンネル岩盤崩落事故[15]。乗客20名全員死亡。
- 2005年4月28日 : 磐越自動車道バス横転事故[16]。乗客3名死亡、負傷者20名。
- 2007年2月18日：吹田スキーバス事故。添乗員1名死亡、負傷者26名。
- 2008年4月11日：脱輪タイヤ衝突バス事故。死亡者1名、負傷者7名。名阪近鉄バスの運転手が殉職。
- 2012年4月29日：関越自動車道高速バス居眠り運転事故。死者7名、負傷者39名。ツアーバス規制の契機となる。
- 2016年1月15日：軽井沢スキーバス転落事故。死亡者15名、負傷者26名。
- 2022年8月22日：名古屋高速バス横転炎上事故。死亡者2名、負傷者7名。
- 2022年10月13日：静岡観光バス横転事故。死亡者1名、負傷者35名。
- 2023年6月18日：八雲町都市間高速バス正面衝突事故。死亡者5名(トラック運転手含む)、負傷者12名。